# Pelle Fosshaug
Per "Pelle" Fosshaug, né le 24 février 1965, est un entraîneur suédois de bandy et ancien joueur. Il a occupé le poste de milieu de terrain pour de nombreux clubs en Suède, ainsi pour l'équipe de Suède de bandy, il a réalisé un record avec 129 participations entre 1994 et 2005.

## Carrière
Sa carrière débute lors de la saison 1982-1983 où il a joué en deuxième division pour le Borlänge-Stora Tuna BK (en).

## Palmarès

### Pays
Équipe de Suède de bandy
- Championnat du monde de bandy[3]: 1993, 1995, 1997, 2003, 2005